# Commandopatroon
Het commandopatroon (Engels: command-pattern) is in de informatica een ontwerppatroon, waarbij een object gebruikt wordt om alle informatie bij te houden die nodig is om later een methode aan te roepen. Tot deze informatie behoort de naam van de methode, het object dat de methode bevat en de waarden van de parameters van die methode.
Er zijn drie begrippen die altijd verbonden zijn met het commandopatroon. Dit zijn:
- client — deze maakt een instantie van het command-object en geeft de informatie die nodig is om de methode aan te roepen.
- Invoker — deze beslist wanneer de methode aangeroepen moet worden.
- Receiver — dit is een instantie van de klasse die de code van de methode bevat

Met command-objecten kan de ontwerper gemakkelijker algemene componenten construeren die moeten delegeren of die een sequentie of methode uitvoeren op een moment van hun keuze, zonder de noodzaak om de eigenaar, de methode of de methodeparameters te kennen.

## Voorbeelden
Voorbeelden van het gebruik van commandopatronen:
- Multi-level undo
- Transactioneel gedrag
- Progress bars
- Wizards
- GUI buttons en menu-items
- Thread pools
- Networking